# Mont Haynes
Pour les articles homonymes, voir Haynes.
Le mont Haynes (en anglais : Mount Haynes) est un sommet montagneux situé dans le parc national de Yellowstone, dans le comté de Teton au Wyoming aux États-Unis. Il culmine à une altitude de 2 509 m.
Le sommet est nommé par le directeur du parc Horace M. Albright en l'honneur du premier photographe officiel du parc, Frank Jay Haynes (en). Avant d'être nommé ainsi, il était nommé mont Burley de manière non officielle en référence à D. E. Burley de l'Union Pacific.

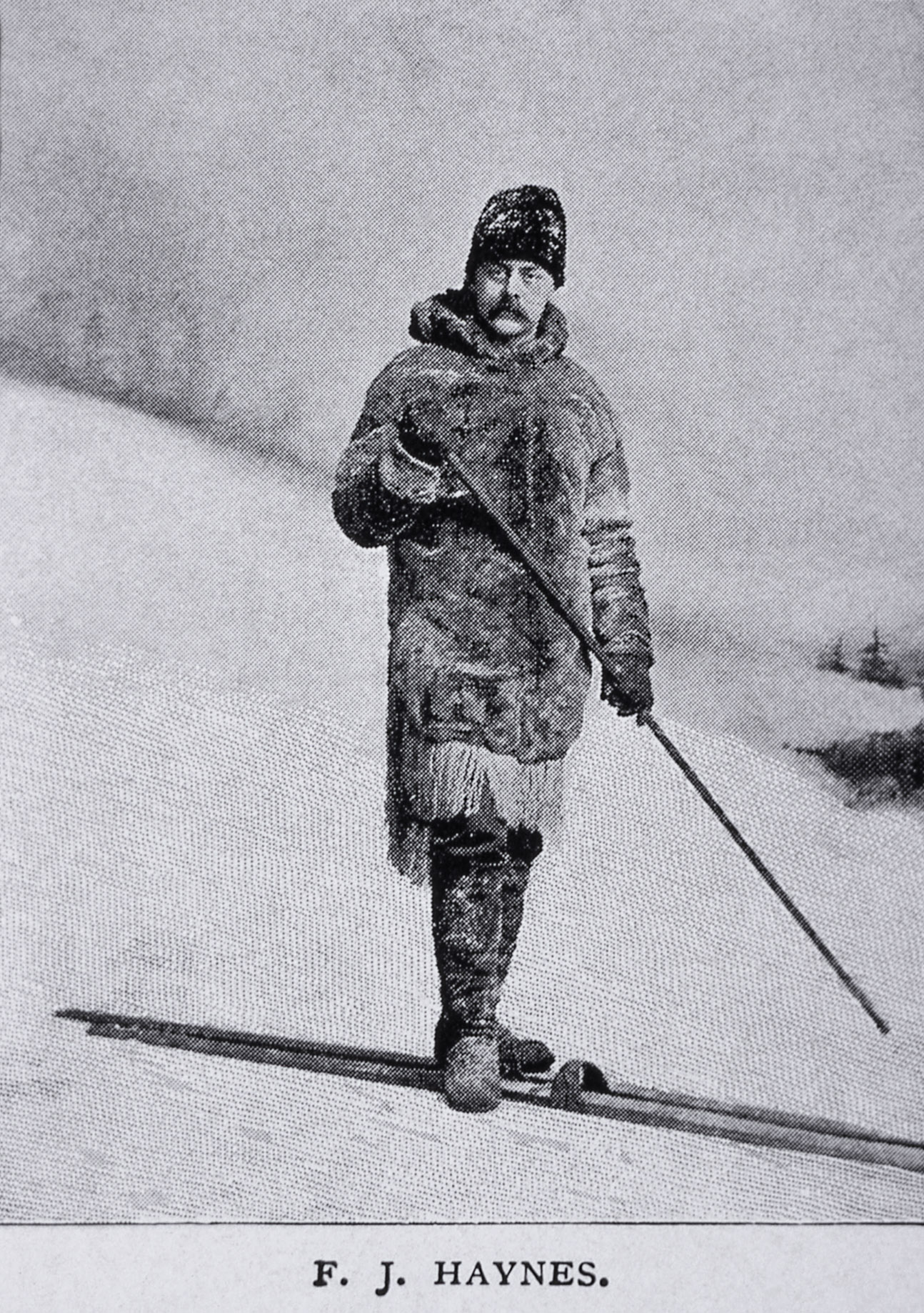
Frank Jay Haynes qui a donné son nom au mont Haynes.

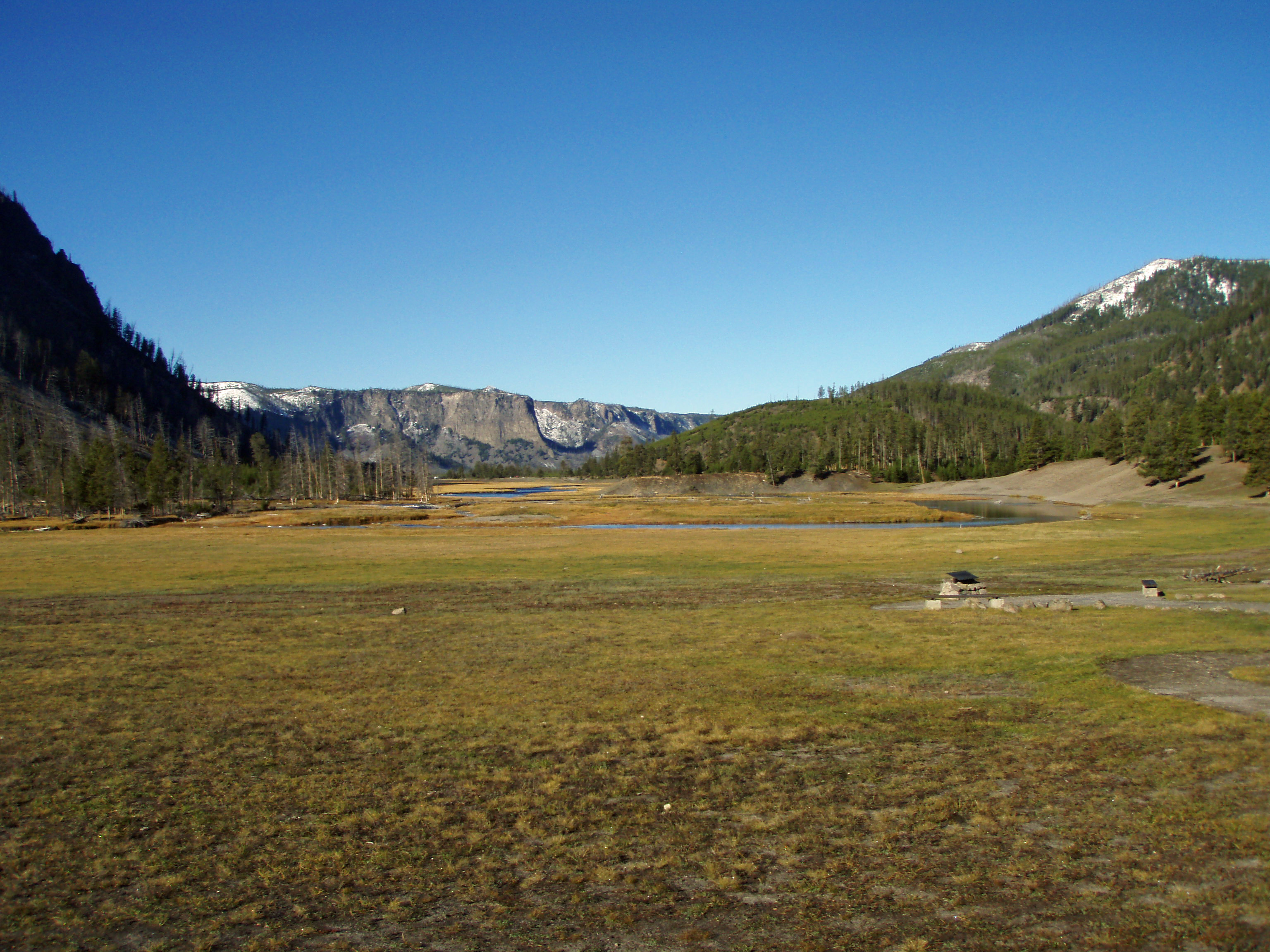
Vue du National Park Meadow avec le mont Haynes en arrière-plan.